# Mornar
Mornar je vojni čin koji se koristi u mnogim mornaricama širom sveta. On se smatra mlađim regrutnim činom i, u zavisnosti od mornarice, to može biti samostalni rang ili ime koje deli nekoliko slično juniorskih činova.
U Komonveltu je to najniži rang u mornarici, dok se u Sjedinjenim Državama odnosi na tri najniža ranga Američke mornarice i Obalske straže SAD. Ekvivalent mornara je matelot u zemljama francuskog govornog područja i matrose u zemljama nemačkog govornog područja.

## U vojsci Srbije
U Vojsci Srbije profesionalni mornar predstavlja aktivno vojno lice sa činom od razvodnika do mlađeg vodnika u Rečnoj flotili.
Činovi profesionalnih mornara u Vojsci Srbije:
| Mornarski činovi | Mlađi vodnik | Desetar | Razvodnik |

## Australija
Kraljevska australijska mornarica ima jedan mornarski čin, koji je podeljen u dve različite klase. Mornar i mornar* (izgovara se mornar zvezda), kako bi se napravila razlika između onih koji su završili obuku za zapošljavanje i onih koji su na obuci. Na mornarskom rangu nema oznaka.

## Kanada
Postoje 4 stepena mornara (ranije je korišten termin „pomorac”, dok nije zamenjen sa „mornar” u avgustu 2020.)/matelot u Kraljevskoj kanadskoj mornarici:
- Mornar treće klase (prethodno obični pomorac) ili
- Mornar druge klase (prethodno sposobni pomorac) ili
- Mornar prve klase (prethodno vodeći pomorac) ili
- Master mornar (prethodno majstor pomorac) ili

Čin mornara-majstora je jedinstven jer je stvoren samo za kanadsku mornaricu. Ne sledi britansku tradiciju drugih kanadskih redova. Odgovara činu glavnog kaplara/kaplara-kuvara.

## Francuska
(pomorac 2. klase), ili pomorac učenik, i matelot breveté (sposobni pomorac) činovi su Francuske mornarice. Matelot se kolokvijalno naziva „mousse”.
- (sposoban mornar)

## Estonija
Madrus je najniži rank u Estonskoj mornarici. To je ekvivalent OR-1 u NATO-u.

## Nemačka
Nemački čin „mornar” najniži je regrutovani čin Nemačke mornarice. To je ekvivalent OR1 u NATO i razred A3 u pravilima o platama Saveznog ministarstva odbrane.

## Grčka
U Helenskoj mornarici postoji jedan stepen pomoraca.

## Indonezija
U Indonežanskoj mornarici ovaj čin se naziva „kelasi”. Postoje tri nivoa ovog ranga, a to su: „mornar regrut” (kelasi dua), „mornar učenik” (kelasi satu) i „mornar” (kelasi kepala). Ovaj sistem ocenjivanja stoga odražava onaj koji se koristi u Američkoj mornarici.
- Čin mornara Indonežanske mornarice

## Italija
Italijanski čin „mornara” (итал. comune di seconda classe) najniži je regrutovani čin Italijanske mornarice i ekvivalentan je u NATO terminologiji sa OR1.
- Bedž tehničara i mehaničara
- Bedž kormilara
- Bedž operatera radara za praćenje
- Bedž elektro-mehaničara

## Japan
Pogledajte vojne činove i oznake Japanskih snaga samoodbrane.

## Rusija
Znatan deo ruskog vojnog rečnika je uvezen, zajedno sa vojnim savetnicima, iz Nemačke u 16. i 17. veku. Ruska reč za „pomorac” ili „mornar” (rus. матрос; matros) pozajmljena je iz nemačkog „matrose”. U carskoj Rusiji najmlađi pomorski čin bio je „mornar 2. klase” (матрос 2-й статьи; matros drugog ranga). Estonija (est. mаdrus) i Letonija (let. mаtrozis) koriste usko povezane pozajmljenice.
Revolucija 1917. dovela je do izraza „ljudi crvene flote” (краснофлотец) sve do 1943. godine, kada je sovjetska mornarica ponovo uvela termin „pomorac” (матрос; matros), zajedno sa bedževima ranga. Ruska Federacija je taj termin nasledila 1991. godine, kao i nekoliko drugih bivših sovjetskih republika, uključujući Ukrajinu, Azerbejdžan i Belorusiju. Bugarska koristi istu reč i istu ćiriličnu ortografiju.

## Ujedinjeno Kraljevstvo
U Kraljevskoj mornarici čin je podeljen na dva odeljenja: AB1 i AB2. Rejting AB2 se koristi za one koji još nisu popunili svoju profesionalnu radnu obuku. Stepen običnog pomorca je napušten.

## Sjedinjene Države
Građevinarska
varijacija

Vatrogasna
varijacija

Vazdhoplovna
varijacija

Pomorska
oznaka
Mornar je treći rangirani odozdo u Američkoj mornarici i Obalskoj straži SAD, svrstavajući se iznad mornarskog učenika i ispod nižeg oficira treće klase. Ovaj pomorski čin ranije se nazivao „mornar prve klase”. Ovaj čin se koristi i u Korpusu mornaričkih pomorskih kadeta Sjedinjenih Država, uniformisanom omladinskom programu pomorske tematike pod sponzorstvom Mornaričke lige Sjedinjenih Država.
Stvarni čin i oznaka za E-3 variraju u zavisnosti od radnog mesta na koje će član konačno biti dodeljen.
- Oni u grupama generalne palube, tehničke, oružničke i administrativne službe (sa izuzetkom pripadnika vazduhoplovne administracije) nazivaju se „mornarima” i predstavljaju najveću grupu osoblja Mornarice i Obalske straže u platnim razredima E-3 i nižim. Na svojim plavim uniformama (USN i USCG) nose bele pruge, a na belim uniformama (samo USN) tamnoplave (crne) pruge.
- Oni iz medicinske grupe sada se nazivaju „bolničari”. Oktobra 2005. status USN zubnog tehničara (DT) je spojen je sa statusom bolničkog korpusa (HM), eliminišući titulu „zubar” za E-3 i niže. Oni koji su nekada imali čin „stomatologa” postali su „bolničari”. Na plavim uniformama nose bele pruge, a na belim uniformama tamnoplave pruge. Po završetku „A” škole, oni nose kaducej iste boje kao i pruge na uniformama. Na svojim borbenim uniformama, bolničar nosi njihov kaducej na levom jezičku svoje kragne. Ovaj rejting je ranije nazivan farmaceutom (PHM), a HM-ovi se u mornaričkoj službi kolokvijalno nazivaju „corpsman”. Bolničari postoje samo u Američkoj mornarici; njihov ekvivalent u američkoj Obalskoj straži je tehničar za zdravstvene usluge (HS), što potiče od pomoraca iz administrativne i naučne grupe te službe.
- Oni iz brodske inženjerske i trupne grupe, koja se sastoji od konvencionalnih (USN + USCG) i nuklearnih (samo USN) elektrana i pogona, kao i područja održavanja trupa, nazivaju se „vatrogasci”. Oni nose crvene pruge na plavim uniformama USN i USCG, a u slučaju mornarice bele uniforme.
- Oni u vazduhoplovnoj grupi mornarice i obalske straže nazivaju se „vazduhoplovcima”, a zelene pruge nose na plavim uniformama (USN + USCG) i belim uniformama (samo USN).
- Uposleno osoblje u građevinskoj grupi, koja prvenstveno popunjava građevinske bataljone Američke mornarice (i.e. morske pčele), nazivaju se „građevinarima” i nose svetloplave pruge na plavoj i na beloj uniformi. Građevinari su jedinstveni za američku mornaricu; ne postoji ekvivalent američke Obalske straže.

## Venecuela
Čin mornara koriste Nacionalne bolivarske oružane snage Venecuele.

## Literatura
- Cowper, Thomas J. (септембар 2000). „The Myth of the "Military Model" of Leadership in Law Enforcement” (PDF). Police Quarterly. 3 (3): 228—246. CiteSeerX 10.1.1.184.9816 . doi:10.1177/1098611100003003001. Архивирано из оригинала (PDF) 12. 5. 2013. г. Приступљено 15. 1. 2013.
- Zickel, Raymond E.; Iwaskiw, Walter R., ур. (1994). Albania: A Country Study (2nd изд.). Washington, D.C.: Federal Research Division, Library of Congress. ISBN 0-8444-0792-5. OCLC 29360048.
- unknown; translated by Urgunge Onon; revised by Sue Bradbury (1993). „Chapter Nine: Chinggis Khan's military and civil administration”. Chinggis Khan: The Golden History of the Mongols (hardback). London: The Folio Society. стр. 116. „Within the units of a thousand men he [Chinggis Khan] appointed commanders over groups of a hundred, and within those over groups of ten. The main units he made part of larger contingents of ten thousand, appointing commanders to rule over them.”
- Warry, John Gibson (1980). Warfare in the classical world: an illustrated encyclopedia of weapons, warriors, and warfare in the ancient civilisations of Greece and Rome.. New York, St. Martin's Press.
- Armstrong, John Griffith. (2002). The Halifax Explosion and the Royal Canadian Navy: Inquiry and Intrigue. (Vol. 1. UBC Press, 2002)
- Auchterlonie, Lieutenant Commander JR Bob. Meeting the Challenge: The Canadian Navy in the New Strategic Environment. Toronto: Canadian Forces College Command and Staff Course Masters Thesis Paper. 2004.. online
- Douglas, W. A. B. and Michael Whitby. A Blue Water Navy: The Official Operational History of the Royal Canadian Navy in the Second World War, 1943–1945.
- German, Tony (1990). The sea is at our gates: the history of the Canadian navy. McClelland & Stewart.
- Gimblett, Richard H., and Michael L. Hadley, eds. Citizen Sailors: Chronicles of Canada's Naval Reserve, 1910–2010 (Dundurn, 2010)
- Hadley, Michael L (1996), A nation's navy: in quest of Canadian naval identity, McGill-Queen's University Press, ISBN 0-7735-1506-2
- Huebert, Rob (2010). „Submarines, Oil Tankers, and Icebreakers: Trying to Understand Canadian Arctic Sovereignty and Security.”. International Journal. 66.: 809.
- Milner, Marc (2010), Canada's Navy: The First Century, University of Toronto Press, ISBN 9780802096043
- Milner, Marc (1985). North Atlantic run: the Royal Canadian Navy and the battle for the convoys. University of Toronto Press.
- Morton, Desmond (2007). A military history of Canada. Random House LLC.
- Parker, Mike (1994). Running the Gauntlet: An Oral History of Canadian Merchant Seamen in World War II. Nimbus.
- Pritchard, James (2011). A Bridge of Ships: Canadian Shipbuilding During the Second World War. McGill-Queen's Press-MQUP.
- Rawling, William (1999). „The Challenge of Modernization: The Royal Canadian Navy and Antisubmarine Weapons, 1944–1945.”. Journal of Military History. 63: 355—378..  in JSTOR
- Schull, Joseph. (1953). Lointoins navires: compte rendu official des operations de la Marine canadienne au cours de la seconde Grande Guerre.. Ottawa, Ont.: E. Cloutier, 1953. N.B.: "Publié d'ordre du ministre de la Défense nationale."
- Tracy, Nicholas (2012). Two-Edged Sword: The Navy as an Instrument of Canadian Foreign Policy. McGill-Queen's Press-MQUP.

## Spoljašnje veze
- -author= -